# Luc-Arsène Diamesso
Luc-Arsène Diamesso (Djambala, 27 dicembre 1974) è un allenatore di calcio ed ex calciatore congolese (Repubblica del Congo), di ruolo difensore.

## Caratteristiche tecniche
Da calciatore veniva impiegato come difensore centrale.

## Carriera

### Giocatore

#### Club
Ha cominciato a giocare nel CARA Brazzaville. Nel 1994 è passato al Police. Nel 1995 si è trasferito all'Asante Kotoko. Nel 1996 è stato acquistato dal Cloppenburg, club in cui ha militato per sette anni. Nel 2003 è passato al SV Wilhelmshaven, club con cui ha collezionato più di 200 presenze e con cui ha concluso la propria carriera da calciatore nel 2014.

#### Nazionale
Ha debuttato in Nazionale il 4 settembre 1994, in Repubblica del Congo-Gambia (1-1). Ha partecipato, con la Nazionale, alla Coppa d'Africa 2000. Ha collezionato in totale, con la maglia della Nazionale, 31 presenze.

### Allenatore
Nella stagione 2011-2012, l'ultima prima del suo ritiro da calciatore, ha svolto anche la carica di vice allenatore nella squadra in cui militava, il SV Wilhelmshaven. Nelle stagioni 2013-2014 e 2014-2015 è stato vice allenatore del Cloppenburg. Nella prima parte della stagione 2015-2016 ha svolto la mansione di vice allenatore nel BV Essen. Nel gennaio 2016 è tornato a ricoprire tale carica al Cloppenburg. Nella stagione successiva torna al BV Essen, nuovamente con il ruolo di vice allenatore. Nella stagione 2018-2019 il BV Essen lo ha promosso ad allenatore. Al termine della stagione non viene confermato.

## Statistiche

### Cronologia presenze e reti in Nazionale
| Cronologia completa delle presenze e delle reti in nazionale ― Rep. del Congo | Cronologia completa delle presenze e delle reti in nazionale ― Rep. del Congo | Cronologia completa delle presenze e delle reti in nazionale ― Rep. del Congo | Cronologia completa delle presenze e delle reti in nazionale ― Rep. del Congo | Cronologia completa delle presenze e delle reti in nazionale ― Rep. del Congo | Cronologia completa delle presenze e delle reti in nazionale ― Rep. del Congo | Cronologia completa delle presenze e delle reti in nazionale ― Rep. del Congo | Cronologia completa delle presenze e delle reti in nazionale ― Rep. del Congo |
| Data                                                                          | Città                                                                         | In casa                                                                       | Risultato                                                                     | Ospiti                                                                        | Competizione                                                                  | Reti                                                                          | Note                                                                          |
| ----------------------------------------------------------------------------- | ----------------------------------------------------------------------------- | ----------------------------------------------------------------------------- | ----------------------------------------------------------------------------- | ----------------------------------------------------------------------------- | ----------------------------------------------------------------------------- | ----------------------------------------------------------------------------- | ----------------------------------------------------------------------------- |
| 04-09-1994                                                                    | Pointe-Noire                                                                  | Rep. del Congo                                                                | 1 – 1                                                                         | Gambia                                                                        | Qual. Coppa d'Africa 1996                                                     | -                                                                             |                                                                               |
| 09-04-1995                                                                    | Bakau                                                                         | Gambia                                                                        | 1 – 1                                                                         | Rep. del Congo                                                                | Qual. Coppa d'Africa 1996                                                     | -                                                                             |                                                                               |
| 22-04-1995                                                                    | Brazzaville                                                                   | Rep. del Congo                                                                | 0 – 2                                                                         | Sierra Leone                                                                  | Qual. Coppa d'Africa 1996                                                     | -                                                                             |                                                                               |
| 30-07-1995                                                                    | Brazzaville                                                                   | Rep. del Congo                                                                | 0 – 2                                                                         | Ghana                                                                         | Qual. Coppa d'Africa 1996                                                     | -                                                                             |                                                                               |
| 08-04-1996                                                                    | Brazzaville                                                                   | Rep. del Congo                                                                | 2 – 1                                                                         | RD del Congo                                                                  | Amichevole                                                                    | -                                                                             |                                                                               |
| 02-06-1996                                                                    | Brazzaville                                                                   | Rep. del Congo                                                                | 2 – 0                                                                         | Costa d'Avorio                                                                | Qual. Mondiali 1998                                                           | -                                                                             |                                                                               |
| 16-06-1996                                                                    | Abidjan                                                                       | Costa d'Avorio                                                                | 1 – 1                                                                         | Rep. del Congo                                                                | Qual. Mondiali 1998                                                           | -                                                                             | 74’                                                                           |
| 25-08-1996                                                                    | Lomé                                                                          | Togo                                                                          | 1 – 0                                                                         | Rep. del Congo                                                                | Qual. Coppa d'Africa 1998                                                     | -                                                                             |                                                                               |
| 10-11-1996                                                                    | Pointe-Noire                                                                  | Rep. del Congo                                                                | 1 – 0                                                                         | Zambia                                                                        | Qual. Mondiali 1998                                                           | -                                                                             |                                                                               |
| 12-01-1997                                                                    | Kinshasa                                                                      | RD del Congo                                                                  | 1 – 1                                                                         | Rep. del Congo                                                                | Qual. Mondiali 1998                                                           | -                                                                             | 60’                                                                           |
| 27-04-1997                                                                    | Lusaka                                                                        | Zambia                                                                        | 3 – 0                                                                         | Rep. del Congo                                                                | Qual. Mondiali 1998                                                           | -                                                                             |                                                                               |
| 08-06-1997                                                                    | Pointe-Noire                                                                  | Rep. del Congo                                                                | 1 – 0                                                                         | RD del Congo                                                                  | Qual. Mondiali 1998                                                           | -                                                                             |                                                                               |
| 03-10-1998                                                                    | Windhoek                                                                      | Namibia                                                                       | 0 – 1                                                                         | Rep. del Congo                                                                | Qual. Coppa d'Africa 2000                                                     | -                                                                             |                                                                               |
| 28-02-1999                                                                    | Pointe-Noire                                                                  | Rep. del Congo                                                                | 1 – 0                                                                         | Costa d'Avorio                                                                | Qual. Coppa d'Africa 2000                                                     | -                                                                             |                                                                               |
| 11-04-1999                                                                    | Abidjan                                                                       | Costa d'Avorio                                                                | 2 – 0                                                                         | Rep. del Congo                                                                | Qual. Coppa d'Africa 2000                                                     | -                                                                             |                                                                               |
| 06-06-1999                                                                    | Bamako                                                                        | Mali                                                                          | 3 – 1                                                                         | Rep. del Congo                                                                | Qual. Coppa d'Africa 2000                                                     | -                                                                             |                                                                               |
| 20-06-1999                                                                    | Pointe-Noire                                                                  | Rep. del Congo                                                                | 3 – 0                                                                         | Namibia                                                                       | Qual. Coppa d'Africa 2000                                                     | -                                                                             |                                                                               |
| 25-01-2000                                                                    | Lagos                                                                         | Marocco                                                                       | 1 – 0                                                                         | Rep. del Congo                                                                | Coppa d'Africa 2000                                                           | -                                                                             |                                                                               |
| 28-01-2000                                                                    | Lagos                                                                         | Nigeria                                                                       | 0 – 0                                                                         | Rep. del Congo                                                                | Coppa d'Africa 2000                                                           | -                                                                             |                                                                               |
| 03-02-2000                                                                    | Kano                                                                          | Tunisia                                                                       | 1 – 0                                                                         | Rep. del Congo                                                                | Coppa d'Africa 2000                                                           | -                                                                             | Ammonizione                                                                   |
| 09-04-2000                                                                    | Malabo                                                                        | Guinea Equatoriale                                                            | 1 – 3                                                                         | Rep. del Congo                                                                | Qual. Mondiali 2002                                                           | -                                                                             |                                                                               |
| 09-07-2000                                                                    | Kinshasa                                                                      | RD del Congo                                                                  | 2 – 0                                                                         | Rep. del Congo                                                                | Qual. Mondiali 2002                                                           | -                                                                             |                                                                               |
| 03-09-2000                                                                    | Pointe-Noire                                                                  | Rep. del Congo                                                                | 1 – 2                                                                         | Sudafrica                                                                     | Qual. Coppa d'Africa 2002                                                     | -                                                                             |                                                                               |
| 08-10-2000                                                                    | Curepipe                                                                      | Mauritius                                                                     | 1 – 2                                                                         | Rep. del Congo                                                                | Qual. Coppa d'Africa 2002                                                     | -                                                                             |                                                                               |
| 28-01-2001                                                                    | Pointe-Noire                                                                  | Rep. del Congo                                                                | 1 – 2                                                                         | Tunisia                                                                       | Qual. Mondiali 2002                                                           | -                                                                             |                                                                               |
| 08-09-2002                                                                    | Brazzaville                                                                   | Rep. del Congo                                                                | 0 – 0                                                                         | Burkina Faso                                                                  | Qual. Coppa d'Africa 2004                                                     | -                                                                             |                                                                               |
| 13-10-2002                                                                    | Maputo                                                                        | Mozambico                                                                     | 0 – 3                                                                         | Rep. del Congo                                                                | Qual. Coppa d'Africa 2004                                                     | -                                                                             |                                                                               |
| 05-06-2004                                                                    | Dakar                                                                         | Senegal                                                                       | 2 – 0                                                                         | Rep. del Congo                                                                | Qual. Mondiali 2006                                                           | -                                                                             | 62’                                                                           |
| 20-06-2004                                                                    | Brazzaville                                                                   | Rep. del Congo                                                                | 3 – 0                                                                         | Liberia                                                                       | Qual. Mondiali 2006                                                           | -                                                                             |                                                                               |
| 05-09-2004                                                                    | Lomé                                                                          | Togo                                                                          | 1 – 0                                                                         | Rep. del Congo                                                                | Qual. Mondiali 2006                                                           | -                                                                             | 72’                                                                           |
| 10-10-2004                                                                    | Brazzaville                                                                   | Rep. del Congo                                                                | 2 – 3                                                                         | Zambia                                                                        | Qual. Mondiali 2006                                                           | -                                                                             |                                                                               |
| Totale                                                                        |                                                                               | Presenze                                                                      | 31                                                                            |                                                                               | Reti                                                                          | 0                                                                             |                                                                               |

## Palmarès

### Giocatore

#### Club

##### Competizioni nazionali
- Coppa della Repubblica del Congo: 2

CARA Brazzaville: 1992, 1993